# Svol'na
Svol'na är ett vattendrag i Belarus. Det ligger i den norra delen av landet, 200 km norr om huvudstaden Minsk.
Trakten runt Svol'na består till största delen av jordbruksmark. Runt Svol'na är det glesbefolkat, med 17 invånare per kvadratkilometer.